# LessTif

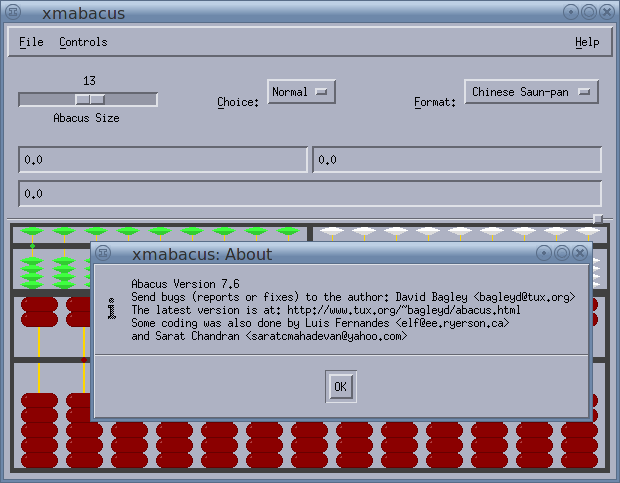

LessTif ist eine Neuimplementierung oder ein Klon des GUI-Toolkits Motif. LessTif wird von der Gruppe The Hungry Programmers entwickelt und versucht ein kompatibler Ersatz für Motif zu sein.
Im Gegensatz zu dem früher lizenzpflichtigen Motif wurde LessTif von Anfang an unter der GNU Lesser General Public License (LGPL) vertrieben, die weit weniger restriktiv ist und dadurch LessTif für viele Entwickler attraktiver machte. Die Lizenz von Motif war die Hauptmotivation für die Entwicklung von LessTif.
LessTif zielt auf eine völlige Quellcode- und Binärkompatibilität mit Motif ab. Dies wurde zwar bislang noch nicht erreicht (und wird es womöglich auch nie), aber dennoch laufen bereits die meisten Motif-Anwendungen mit LessTif bzw. können damit kompiliert werden.
Das Projekt ist seit 2009 inaktiv - die letzte Version von LessTif ist die 0.95.2 vom 27. Mai 2009.
Ab Version 2.3.4 wurde auch Motif selbst unter die LGPL gestellt, womit es ebenfalls Free/Libre Open Source Software ist.